# Chegīnī
Chegīnī (persiska: چگنی, چگینی, Chegenī) är en ort i Iran.   Den ligger i provinsen Ilam, i den västra delen av landet, 500 km sydväst om huvudstaden Teheran. Chegīnī ligger 851 meter över havet och antalet invånare är 183.
Terrängen runt Chegīnī är kuperad åt sydost, men åt nordväst är den bergig.Runt Chegīnī är det ganska glesbefolkat, med 39 invånare per kvadratkilometer. Närmaste större samhälle är Lūmār, 3,7 km öster om Chegīnī. Omgivningarna runt Chegīnī är i huvudsak ett öppet busklandskap.